# Bode
 Denne artikel omhandler en flod i Tyskland. Opslagsordet har også en anden betydning, se Bode (månekrater).
Bode er en flod i den tyske delstat Sachsen-Anhalt og en biflod til Saale fra venstre med en længde på 140 km. Den har sit udspring i Harzen og løber gennem byerne Quedlinburg, Thale, Oschersleben, Egeln og Staßfurt, før den munder ud i Saale nær Bernburg; Saale  er en biflod til Elben.